# Milejovice
Milejovice falu és önkormányzat (obec) Csehország Dél-csehországi kerületének Strakonicei járásában. Területe 6,23 km², lakosainak száma 68 (2008. 12. 31). A falu Strakonicétől mintegy 9 km-re délre, České Budějovicétől 46 km-re északnyugatra, és Prágától 106 km-re délre fekszik.
A település első írásos említése 1315-ből származik.

## Látnivalók
- Mária kápolna.
- Kálváriadomb.

## Népesség
A település népessége az elmúlt években az alábbi módon változott:
| Lakosok száma | 376  | 352  | 339  | 179  | 103  | 69   | 74   | 78   | 64   | 69   |
|               | 1869 | 1900 | 1921 | 1961 | 1980 | 2011 | 2016 | 2019 | 2021 | 2024 |